# 左院
左院（さいん）は、明治初期の立法府である。

## 概要
1871年9月13日（明治4年7月29日）、太政官により正院・右院と共に設けられ、集議院を吸収した。正院の諮問機関としての役割を担う。1872年（明治5年）4月「立国憲議」を出し、国憲の制定計画を示し、さらに同年5月には「下議院ヲ設ルノ議」を出し、一種の議会制度の構想を示した。下議院の規則である「国会議員規則」を起草した。1875年（明治8年）元老院設置にともない廃止。

## 構成
議長と一等から三等の議員、それに書記からなる。議員の任免は正院に握られており、また、左院の議決は正院を拘束するものではないなど、その権限は限定されたものであった。

### 歴代議長一覧
| 代 | 氏名       | 在任期間                                              |
| -- | ---------- | ----------------------------------------------------- |
| 1  | 後藤象二郎 | 1871年（明治4年）9月20日 - 1873年（明治6年）10月25日  |
| 2  | 伊丹重賢   | 1873年（明治6年）10月31日 - 1873年（明治6年）11月24日 |
| 3  | 伊地知正治 | 1874年（明治7年）4月30日 - 1875年（明治8年）4月14日   |

### 歴代副議長一覧
| 代 | 氏名       | 在任期間                                            |
| -- | ---------- | --------------------------------------------------- |
| 1  | 江藤新平   | 1871年（明治4年）8月10日 - 1872年（明治5年）4月25日 |
| 2  | 伊地知正治 | 1872年（明治5年）4月29日 - 1874年（明治7年）4月30日 |
| 3  | 佐々木高行 | 1874年（明治7年）7月5日 - 1875年（明治8年）4月14日  |